# Eusebio Castigliano
Eusebio Castigliano, né le 9 février 1921 à Verceil et mort le 4 mai 1949 au Superga, est un footballeur international italien évoluant au poste de milieu de terrain.

## Biographie
Castigliano joue pour quatre clubs italiens durant sa carrière : l'US Pro Vercelli, le Spezia Calcio, l'AS Biellese et le Torino. Il est aussi sélectionné au sein de l'équipe d'Italie de football avec lequel il joue sept matchs pour un but inscrit.
Il meurt à la suite du drame de Superga qui décime l'équipe du Torino, le 4 mai 1949.

## Palmarès
- Vainqueur du Championnat d'Italie de football en 1946, 1947, 1948 et 1949 avec le Torino[1].

- Meilleur buteur du Championnat d'Italie de football 1945-1946 avec 13 buts[2].